# Дјенвил
Дјенвил (фр. Dienville) насеље је и општина у североисточној Француској у региону Шампања-Ардени, у департману Об која припада префектури Бар сир Об Bar-sur-Aube.
По подацима из 2011. године у општини је живело 871 становника, а густина насељености је износила 42,82 становника/km². Општина се простире на површини од 20,34 km². Налази се на средњој надморској висини од 128 метара.

## Демографија
| 1962. | 1968. | 1975. | 1982. | 1990. | 1999. | 2011. |
| ----- | ----- | ----- | ----- | ----- | ----- | ----- |
| 844   | 844   | 812   | 781   | 796   | 747   | 871   |

График промене броја становника у току последњих година